# 竹内安守
竹内 安守（たけうち やすもり、1891年（明治24年）5月22日 - 1976年（昭和51年）8月19日）は、大日本帝国陸軍軍人。最終階級は陸軍少将。

## 経歴
1891年（明治24年）に石川県で生まれた。陸軍士官学校第25期、陸軍大学校第37期卒業。1937年（昭和12年）3月1日に第2独立守備隊参謀に就任し、11月1日に陸軍歩兵大佐に進級した。1939年（昭和13年）10月に琿春駐屯隊参謀に転じ、1939年（昭和14年）8月に歩兵第37連隊長（第11軍・第4師団・第4歩兵団）に就任して武漢に進駐した。
1941年（昭和16年）3月1日に陸軍少将に進級し、第8歩兵団長（関東軍・第20軍・第8師団）に就任。鶏寧に駐屯し、関東軍特種演習で動員され北辺の守備に任じた。1943年（昭和18年）9月に独立混成第8旅団長（北支那方面軍）に就任し、北京北東約120キロに位置する古北口に駐屯した。終戦後の8月21日にソ連軍機械化騎兵集団が同地に進出し、ソ連軍の求めにより旅団隷下の独立歩兵第31大隊と山砲兵中隊を武装解除させ、主力は20キロ南方の石匣に移った。前述武装解除部隊は、同部隊を石匣に返すようにソ連軍との交渉に向かった旅団参謀越知享中佐以下抑留された。8月22日になるとソ連軍は石匣城外に進出し、旅団全員の即時武装解除を求めたが、旅団は全員玉砕を覚悟して総攻撃を敢行するとの決意を表明。8月28日に戦車第3師団隷下の戦車第17連隊長緒方休一郎大佐が率いる緒方支隊が同地に到着し、戦車第3師団参謀永山仙一中佐が連合国協定に違反して長城線以南を侵犯したソ連軍に対し、蒋介石総統から委任された権限により捕捉殲滅すると通告すると、ソ連軍は長城線以北に引き揚げた。
1947年（昭和22年）11月28日、公職追放仮指定を受けた。